# Alexander Ferdinand von Velen
Alexander Ferdinand von Velen (* 4. Mai 1699 auf Schloss Velen; † 30. März 1745 im Kloster Hasselt) war Domherr in Münster.

## Leben und Wirken
Alexander Ferdinand von Velen wuchs als Sohn des Christoph Alexander von Velen und seiner Gemahlin Maria Dorothea Margaretha von Schenking zu Bevern († 1703) zusammen mit seinen Brüdern Hermann Anton Bernhard und Friedrich Christian in der westfälischen Adelsfamilie von Velen auf.
Mit dem Erhalt der Tonsur am 25. Oktober 1711 wurde Alexander Ferdinand auf ein geistliches Leben vorbereitet. Von 1715 bis 1721 studierte er in Rom. 1726 erhielt er eine Dompräbende in Münster, nachdem sein Bruder Hermann Anton Bernhard verzichtet hatte. Wegen seiner Geisteskrankheit musste er sich zurückziehen und wurde von den Alexianern im Kloster Hasselt versorgt, wo er auch starb.